# 中国共产党湘阴县委员会
中国共产党湘阴县委员会（简称中共湘阴县委）是中国共产党在湖南省岳阳市湘阴县的领导机关。

## 历史

### 成立
1946年年底，原中共湘阴县委书记李成铁和龙瓒等人成立湘阴县第一个党支部—白鹤洞支部，龙瓒任书记。1949年入春，中共湖南省工委决定，将龙瓒、任纪汉、彭国梅各自领导的8个支部统一起来，成立中共湘阴县区工作委员会。5月，根据中共湖南省工委指示，取消中共湘阴县区工作委员会，成立中共湘阴县工委，任纪汉任工委书记，龙瓒任副书记，彭国梅、任永骏为委员。
1949年入夏，湘阴县县长粟日初，称病告假归乡。湘阴籍人士仇鳌向湖南省政府主席程潛推荐吴剑真接任。中共湘阴县工委书记任纪汉、副书记龙瓒支持吴剑真接任县长。当年5月，吴剑真担任县长后，任纪汉成为县政府职员。5月中旬，在平江县向家市化名楼，正式成立第一个迎接湘阴解放的武装——湘北人民自救军。龙瓒任司令员兼政委，吴剑真任副司令员，周葛任参谋长，陈元伯任政治部主任。
1949年6月初，渡江战役结束。6月28日，晋中南下工作团第一大队抵达湖北省武汉市的汉口，准备进入湖南省。华国峰、张国权领导的第一大队第五中队预备接管湘阴县，华国峰任命为中共湘阴县委书记，张国权任命为湘阴县县长7月5日，中国人民解放军迅速向湘北、湘西南挺进，7月5日攻占临湘县，18日攻占平江县，20日攻占岳阳县。此时，中華民國政府在湘阴县的所有部队已撤离。中共地下党、解放社和地下武装已控制全县三分之二的区域。7月24日，湘北人民自救军近逼湘阴县城。25日，县长吴剑真向全省发出通电，宣布脱离中華民國政府。
8月2日，华国锋和张国权率领晋中南下工作团第一大队第五中队抵达湘阴县。8月3日，在文庙大成殿召开会师会，会上由张国权主持，华国锋讲话，宣布成立湘阴县人民政府。8月4日，成立中国共产党湘阴县委员会，撤销中共湘阴县工委。县委员会共有十三名委员组成，分别是华国锋（县委书记）、王一平（县委副书记）、戴彦（县委副书记）、张国权（县长）、苑文兴（组织部部长）、李葆云（宣传部部长）、刘培先（武装部部长）、李良秀（税务局局长）、郑维亮（公安局局长）、牛福保、任纪汉（组织部副部长）、李青田（县委办公室主任）、高臣唐（县委秘书）。华国锋主持召开县委会议，决定在县以下的城关、川山坪、汨罗、河西、锡安等地设立5个办事处，作为县委、县政府的派出机构。
建立初期，中共湘阴县委机关在原中国国民党湘阴县党部和湘阴县政府所在地湘阴文庙办公。1956年，新建县委机关办公场所。

## 职责
根据《中国共产党地方委员会工作条例》，中国共产党地方委员会主要实行政治、思想和组织领导，承担下列职能：
1. 对本地区重大问题作出决策。
2. 通过法定程序使党组织的主张成为地方性法规、地方政府规章或者其他政令。
3. 加强对本地区宣传思想文化工作的领导，牢牢掌握意识形态工作领导权、话语权。
4. 按照干部管理权限任免和管理干部，向地方国家机关、政协组织、人民团体、国有企事业单位等推荐重要干部。
5. 支持和保证人大、政府、政协、法院、检察院、人民团体等依法依章程独立负责、协调一致地开展工作，发挥这些组织中党组的领导核心作用。
6. 加强对本地区群团工作和统一战线工作的领导。
7. 动员、组织所属党组织和广大党员，团结带领群众实现党的目标任务。

## 历任书记
| 姓名   | 就任日期      | 卸任日期      | 备注  |
| ------ | ------------- | ------------- | ----- |
| 华国锋 | 1949年8月4日  | 1951年6月     | [ 2 ] |
| 田自力 | 2007年3月     | 2014年1月     |       |
| 黎作凤 | 2014年4月     | 2016年8月     |       |
| 汪灿   | 2016年8月     | 2018年7月25日 |       |
| 余良勇 | 2018年7月25日 | 2021年6月     | [ 4 ] |
| 李镇江 | 2021年7月7日  | 2024年1月     | [ 5 ] |
| 刘世奇 | 2024年5月7日  |               | [ 6 ] |